# Topics
『Topics』（トピックス）は、2001年5月16日に発売されたMY LITTLE LOVERの4枚目（「The Waters」を含めると5枚目）のアルバム。発売元はトイズファクトリー。

## 解説
久々の活動となってリリースされたオリジナル・アルバム。
この発売の際には、ジャケットにも写っている、AKKOの顔面に飛んでくる『TOPICS』という新聞のフリー・ペーパー（紙質も新聞紙の生地）が配布されていた。その内容はインタビュー記事など。なお、表題曲『Topics』の詞に「最初は新聞の4こまマンガの中 そして50年もたった現在 チャーリーたちは今も同じことを話してる 今日も明日も」という一節があるが、それをもじってスヌーピーのキャラクターが誌面に登場している。
パッケージがMr.Childrenの「DISCOVERY」「Q」や飯島直子の「BLONDE」と同じ。これは、信藤三雄によるものである。2008年にエイベックスから再発されたものは通常のプラケース仕様に再デザインされたため、オリジナルのパッケージではない。
小林は本作を「これまでのマイラバで最高のアルバムができた」と称し、またフリー・ペーパーでは坂本龍一も「これは金字塔」と絶賛していた。藤井による作曲もこれまでで最多の2曲がある。しかし、先行シングル「日傘」「shooting star 」がヒットしなかったこともあり、売り上げは伸びず、10万枚に届かなかなかった。この後にギターの藤井が脱退し、マイラバの活動はより少なくなる。

## 収録曲
| 全作詞・作曲・編曲: 小林武史（※作曲: 6、7、藤井謙二）。 |                                                   |                                      |                                      |      |
| #                                                       | タイトル                                          | 作詞                                 | 作曲・編曲                           | 時間 |
| 1.                                                      | 「Topics」                                        | 小林武史 （※作曲: 6、7、 藤井謙二 ） | 小林武史 （※作曲: 6、7、 藤井謙二 ） | 4:59 |
| 2.                                                      | 「新しい愛のかたち」                              | 小林武史 （※作曲: 6、7、 藤井謙二 ） | 小林武史 （※作曲: 6、7、 藤井謙二 ） | 4:56 |
| 3.                                                      | 「未来ボリビア」                                  | 小林武史 （※作曲: 6、7、 藤井謙二 ） | 小林武史 （※作曲: 6、7、 藤井謙二 ） | 4:12 |
| 4.                                                      | 「日傘 〜japanese beauty〜」                      | 小林武史 （※作曲: 6、7、 藤井謙二 ） | 小林武史 （※作曲: 6、7、 藤井謙二 ） | 4:09 |
| 5.                                                      | 「赤いグライダー」                                | 小林武史 （※作曲: 6、7、 藤井謙二 ） | 小林武史 （※作曲: 6、7、 藤井謙二 ） | 4:15 |
| 6.                                                      | 「アスプレイ 〜晴れた日の空に〜」(作曲: 藤井謙二) | 小林武史 （※作曲: 6、7、 藤井謙二 ） | 小林武史 （※作曲: 6、7、 藤井謙二 ） | 4:40 |
| 7.                                                      | 「BABEL'S TOWER」(作曲: 藤井謙二)                 | 小林武史 （※作曲: 6、7、 藤井謙二 ） | 小林武史 （※作曲: 6、7、 藤井謙二 ） | 4:56 |
| 8.                                                      | 「Like an onion」                                 | 小林武史 （※作曲: 6、7、 藤井謙二 ） | 小林武史 （※作曲: 6、7、 藤井謙二 ） | 4:17 |
| 9.                                                      | 「午後の曳航」                                    | 小林武史 （※作曲: 6、7、 藤井謙二 ） | 小林武史 （※作曲: 6、7、 藤井謙二 ） | 4:56 |
| 10.                                                     | 「Shooting star 〜シューティングスター〜」        | 小林武史 （※作曲: 6、7、 藤井謙二 ） | 小林武史 （※作曲: 6、7、 藤井謙二 ） | 4:13 |
| 11.                                                     | 「アシタ」                                        | 小林武史 （※作曲: 6、7、 藤井謙二 ） | 小林武史 （※作曲: 6、7、 藤井謙二 ） | 2:45 |
| 12.                                                     | 「その問題」                                      | 小林武史 （※作曲: 6、7、 藤井謙二 ） | 小林武史 （※作曲: 6、7、 藤井謙二 ） | 5:01 |
| 13.                                                     | 「A wonderful life」                              | 小林武史 （※作曲: 6、7、 藤井謙二 ） | 小林武史 （※作曲: 6、7、 藤井謙二 ） | 4:39 |
| 合計時間:                                               | 合計時間:                                         | 57:58                                |                                      |      |

### 楽曲解説
1. Topics
2. 新しい愛のかたち
13thシングルのカップリング
3. 未来ボリビア
4. 日傘 〜japanese beauty〜
14thシングル
本作に収録されているヴァージョンはシングルよりも最初が少し長くなっている。
5. 赤いグライダー
「白いカイト」へのアンサーソング。
6. アスプレイ 〜晴れた日の空に〜
7. BABEL'S TOWER
8. Like an onion
9. 午後の曳航
10. shooting star 〜シューティングスター〜
13thシングル
11. アシタ
12. その問題
13. A wonderful life

## 参加ミュージシャン
- Dave Johnson：Drums (2.5.7.8.10.12.13)
- Jeff Allen：Bass (2.5.12)
- 松永俊弥：Drums (3.4.6)
- 大石恵：Percussion (3)
- 菅坂雅彦：Trumpet (3)
- Ebony Fay：Chorus (12)
- Erica Ash：Chorus (12)
- Curtis Gaines：Chorus (12)